# Pauvre Lisa
Pauvre Lisa (en russe Бедная Лиза) est une nouvelle de Nikolaï Karamzine écrite en 1792 et publiée dans la Revue de Moscou (Московский журнал), éditée par Karamzine lui-même.
La nouvelle est devenue l'emblème du sentimentalisme en littérature russe,. L'auteur exalte la sensibilité de ses personnages idéalisés (c'est surtout le cas de Lisa mais aussi d'Erast, jeune homme « au cœur bon, mais faible et inconstant ») et s'attache à la description précise et poétique de leurs émotions - la vie intérieure des personnages passe sur le devant de la scène. Le conflit social est quasi absent ; l'auteur ne condamne pas Erast, qui du reste « a été malheureux jusqu'à la fin de sa vie ». Le dénouement tragique, novateur pour l'époque, surprend le lecteur.
L'action est située dans un paysage réel - Moscou et ses environs, notamment la Colline des moineaux, les alentours des monastères Saint-Simon et Danilov - ce qui contribue beaucoup à l'effet d'authenticité recherché par l'auteur, et qui a souvent trompé les premiers lecteurs.

## Résumé
Lisa, jeune paysanne qui vient vendre des fleurs à Moscou, fait la rencontre d'Erast, jeune noble qui tombe amoureux d'elle et rêve désormais de mener une vie pastorale loin du monde. Les amoureux vivent une idylle jusqu'au jour où Erast annonce à Lisa qu'il doit partir avec son régiment pour quelque temps. Quelques mois plus tard, Lisa retourne à Moscou et rencontre Erast, qui ne veut pas la reconnaître. Elle apprend qu'il a perdu toute sa fortune aux cartes et va épouser une riche vieille. Désespérée, Lisa se jette dans un lac.